# Neděliště (zámek)
Zámek Neděliště se nachází ve stejnojmenné obci v okrese Hradec Králové, kraj Královéhradecký.

## Historie
V roce 1705 odkázala Alžběta Lukrécie Dobřenská Neděliště svému strýci Karlu Ferdinandu Dobřenskému z Dobřenic († 1734). Novému majiteli nevyhovovala nevelká renesanční tvrz, a proto postavil v jejím sousedství reprezentační barokní zámek. Pravidelná dispozice půdorysu ukazuje, že téměř s jistotou vznikl dnešní zámek jako novostavba. Bez písemných podkladů je někdy tento zámek připisován J. B. Santinimu-Aichlovi, a to s odkazem na některé slohové rysy a na blízkost Smiřic, kde je Santinimu připisováno, opět však bez archivní opory, autorství zámecké kaple Zjevení Páně. Zakladatele zámku dnes připomíná erb na štítu středního rizalitu severního průčelí. Dobřenští zůstali majiteli zámku až do roku 1862, kdy jej koupil Jaroslav hrabě ze Šternberka. Ten přistoupil k opravě zámku, který za posledního majitele, Michala z rodu Dobřenských, zpustl. Oprava byla ukončena v roce 1865, ale již v roce 1866 za prusko-rakouské války byl zámek vážně poškozen. Proto byl od roku 1867 znovu opravován. Jaroslav ze Šternberka zemřel v roce 1874 a zámek zdědila jeho dcera Růžena, provdaná Croyová. Ta prodala v roce 1908 nedělišťský velkostatek i se zámkem správě císařských panství. Od té doby bylo Neděliště spravováno ze Smiřic a v zámku byly umístěny jen byty a kanceláře úředníků. V roce 1918 přešel zámek jako majetek Habsburků do rukou státu. Budova i po roce 1918 sloužila jako byty, ale nebyla udržována. V roce 1950 musela být vyklizena. Až do konce 70. let 20. století byla prázdná ve správě MNV. Potom ji převzalo Východočeské ředitelství spojů s úmyslem ji upravit na rekreační středisko, ale zůstalo jen u úmyslu. Zámek zůstal prázdný a bez údržby až do konce 80. let. V současnosti je zámek v soukromých rukou, je zřejmá snaha zámek opravit, ale pro nedostatek peněz postupují práce jen pomalu.

## Architektura
Zámek je jednopatrová budova obdélníkového půdorysu, krytá vysokou mansardovou střechou. Stojí v parku uprostřed obce. Hlavní průčelí je členěno tříosým středním rizalitem, který vrcholí štítem s erbem Dobřenských. Obdobný rizalit je i na zahradním průčelí. Po celou existenci zámku nedošlo k větším stavebním zásahům a stavba si tak uchovala svoji vrcholně barokní podobu. Zámek je veden v registru Národního památkového úřadu pod číslem 25986/6 - 655.

## Literatura

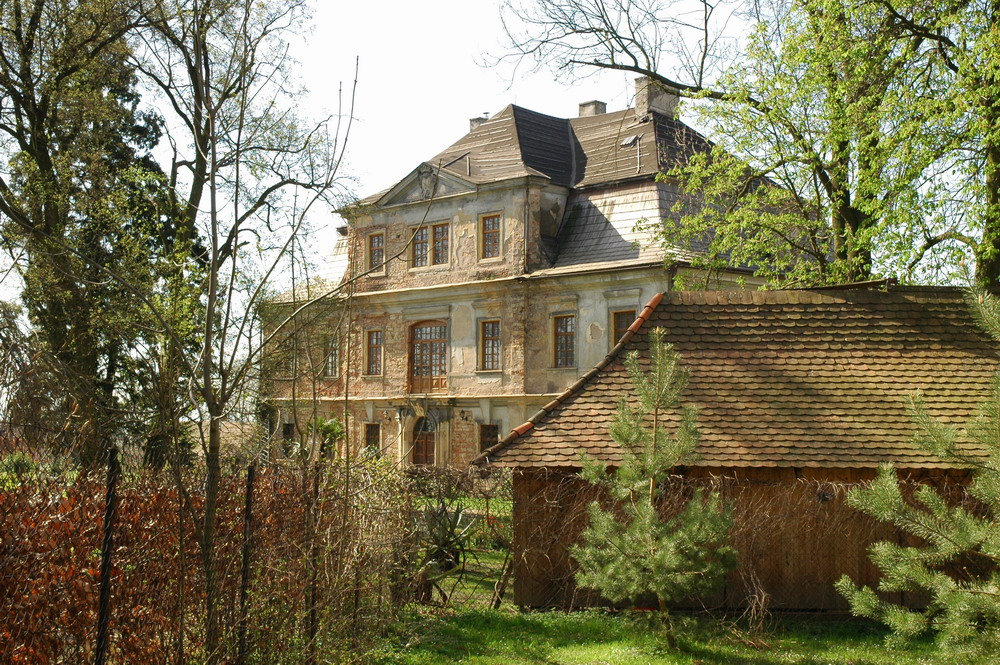
Neděliště (HK) ; zámek, zahradní průčelí
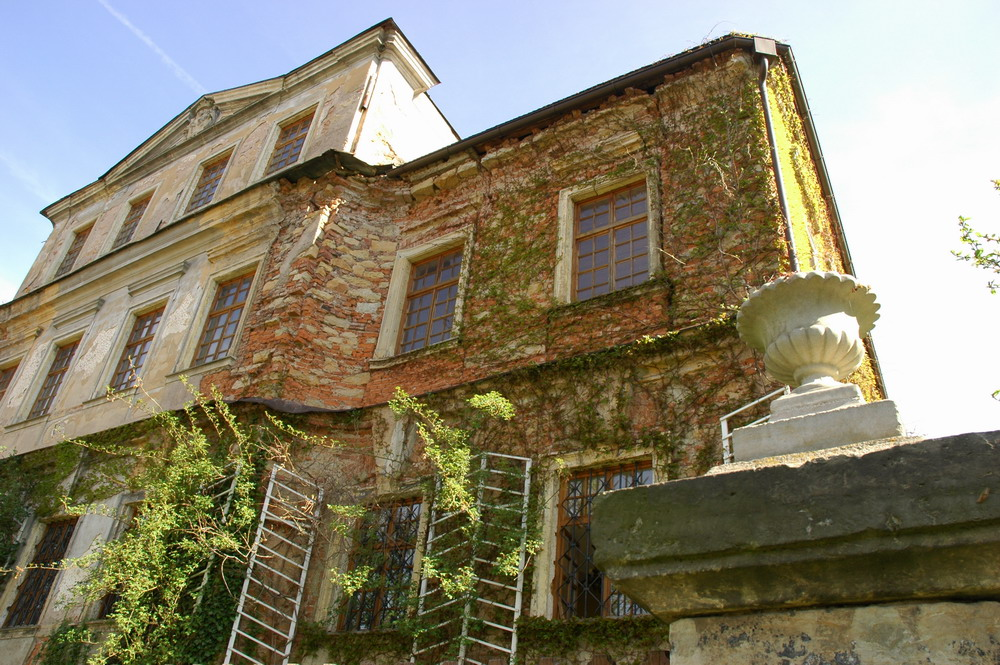
Neděliště (HK) ; zámek, zanedbané hlavní průčelí